# Vitoslava
Vitoslava je žensko osebno ime.

## Izvor imena
Ime Vitoslava je daljša oblika imena Vita.

## Pogostost imena
Po podatkih Statističnega urada Republike Slovenije je bili na dan 31. decembra 2007 v Sloveniji33 oseb z imenom Vitoslava.

## Osebni praznik
Vitoslava lahko goduje takrat kot Vita.